# 리처드 닉슨
리처드 밀하우스 닉슨(영어: Richard Milhous Nixon, 1913년 1월 9일~1994년 4월 22일)은 미국의 정치가로 제37대 미국의 대통령을 역임하였다. 대통령직 재임 전에는 캘리포니아주를 연방 하원의원과 상원의원을 역임하였으며, 이후 제36대 미국의 부통령에 취임하였다. 닉슨은 워터게이트 사건으로 미국 대통령 중 유일하게 사임한 대통령이다. 닉슨은 캘리포니아주 요바린다에서 태어나 듀크 대학교를 졸업하였다. 아내인 팻 닉슨과 결혼한 후 미국 연방 정부에서 근무하였다. 제2차 세계대전에서 해군으로 활동한 후 전후 치러진 하원의원 선거에서 당선되었다. 이후 상원의원에 당선된 닉슨은 매카시즘 시대에 사상 공세를 하였으며, 이런 경력을 바탕으로 1952년 대선에서 공화당 부통령 후보직에 지명되어 당선되었다. 부통령 재직동안 니키타 흐루쇼프와 부엌 논쟁을 하면서 높은 인기를 누렸다. 1960년 대선에서 닉슨은 공화당 대통령 후보에 올랐다. 민주당의 존 F. 케네디와 맞붙어 근소한 차로 패배하였다. 이후 닉슨은 캘리포니아 주지사에 도전하지만 현직 주지사였던 팻 브라운에게 패하면서 정치적 위기에 몰리게 된다. 그러나 베트남 전쟁이 계속되는 상황에서 닉슨은 1968년 대선에 재출마하였고 당시 부통령이었던 민주당의 휴버트 험프리를 상대로 근소한 차로 승리하였다.
대통령 재직 중에 베트남 전쟁을 종결짓고 미국인 포로들을 석방하도록 하였으며, 미국 환경보호국을 설립하였다. 또한 아폴로 11호의 달 착륙으로 우주 경쟁이 미국의 승리로 끝나는데 영향을 주었으며, 인종 차별 폐지에 힘썼다. 1972년에 중국을 방문해 여러 외교 행사를 했으며 이는 1970년대에 데탕트 움직임을 가져온 것으로 평가받는다. 이러한 업적을 바탕으로 1972년 대선에서 민주당의 조지 맥거번을 상대로 50개 주 중에 49개를 승리하는 압승을 거두었다. 1972년 대선에서 닉슨은 워터게이트 사건에 연루되었다. 사건이 점차 커지자 닉슨은 증거 조작과 은폐를 시도하였으며, 이는 언론과 특검에 의해 밝혀졌다. 닉슨은 증거 제출을 거부하였으며 이는 대법원 판결에서 위법으로 판결되었다. 1974년에 의회는 탄핵 표결에 들어갔으며, 성사될 가능성이 높자 닉슨은 사임을 발표하고 제럴드 포드에게 자리를 넘겨주었다. 미국 역사상 최초로 사임한 대통령이다.

## 생애

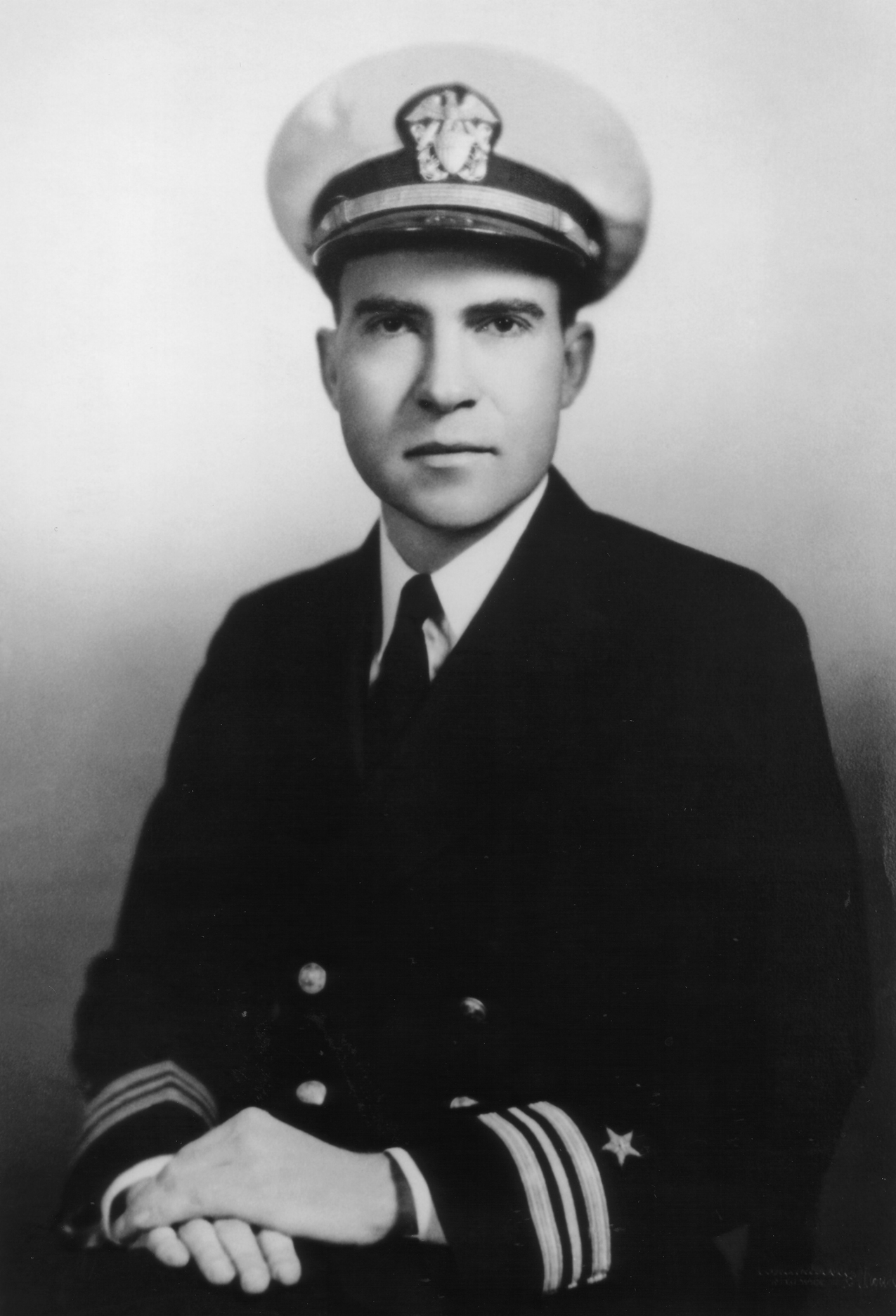
해군 소령 복무 시절의 닉슨

1913년 1월 9일 캘리포니아주 로스앤젤레스의 농장 경영주 집안에서 태어났다.
1934년 위티어 대학 졸업 후 동부 노스캐롤라이나주에 있는 듀크 대학교 로스쿨에 입학하여 되었고, 전교 3등에 드는 최고 수준의 성적으로 1937년 6월에 졸업하였다. 그 후 고향 캘리포니아주로 돌아와 캘리포니아주 변호사 시험에 합격하여 변호사 자격을 얻었다.

### 정계 활동

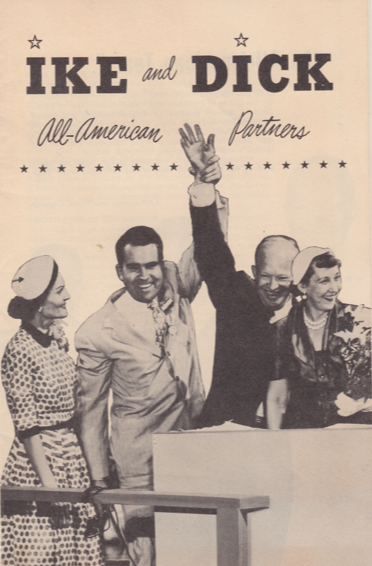
아이젠하워와 닉슨의 선거 포스터

리처드 닉슨은 위티어 지역에 위치한 윈저트 앤 뷸리라는 로펌에서 유능한 변호사로 활동했고, 1940년 6월 21일에 취미로 연극 활동을 하던 중 만나 교제하던 고등학교 교사 텔마 "팻" 라이언과 결혼했다. 1942년 1월 닉슨은 물가관리청으로 이직하게 되어 가족과 함께 워싱턴 DC로 이주했다. 하지만 닉슨은 이 일을 즐기지 못했으며 4개월 후 제2차 세계 대전에 참전하여 해군으로 복무하였다. 전쟁이 끝난 후, 1946년 연방 하원 의원 선거에 도전하여 당선되었고, 1950년에는 연방 상원 의원으로 당선되었다.
1952년 대통령 선거에서는 불과 39세의 나이로 드와이트 D. 아이젠하워의 러닝메이트로 부통령 후보로 선출되었다. 그러나 닉슨은 유권자들로부터 1만 8천 달러를 받아 개인적인 용도로 사용했다는 정치 스캔들에 휘말렸다. 선거 기간에만 정치자금을 모금할 수 있다는 규정을 어겼으며, 돈이 정치 활동에만 사용되었다는 주장도 수용할 수 없다는 분위기로 여론은 사퇴를 요구했다. 닉슨은 TV 연설을 통해 개인적인 용도로 돈을 전혀 사용한 적이 없다며 유권자에게 개인 선물로 받은 것은 자신의 애완용 개뿐이라고 연설을 마무리지었다. 이후 선거 결과는 공화당이 상하 양원을 과반수 이상 차지하게 되었고, 닉슨은 미국의 36번째 부통령이 되었다. 1953년 1월 20일 42대 부통령에 취임하였고, 1956년 재선되어 43대 부통령직을 수행하였다.
1960년에는 공화당 대통령 후보로 선출되었으나, 민주당의 존 F. 케네디와 치열한 접전 끝에 패하였다. 1962년 캘리포니아주 주지사 선거에 도전하였으나, 민주당 후보에게 패하였다. 그 후 정계에서 잠시 물러나 뉴욕으로 이주하였다. 1968년 다시 공화당 대통령 후보로 선출되어 민주당의 휴버트 험프리를 누르고 대통령에 당선되어, 1969년 미국 제 37대 대통령으로 취임하였다. 1972년 선거에서 그는 민주당의 조지 맥거번을 상대로 매사추세츠주를 제외한 49개 주에서 승리하며 재선되었다. 이 빛나는 승리는 워터게이트 사건에 발목이 잡혀 임기 중 사퇴라는 치욕적인 결말을 맺고 만다.

### 외교 정책

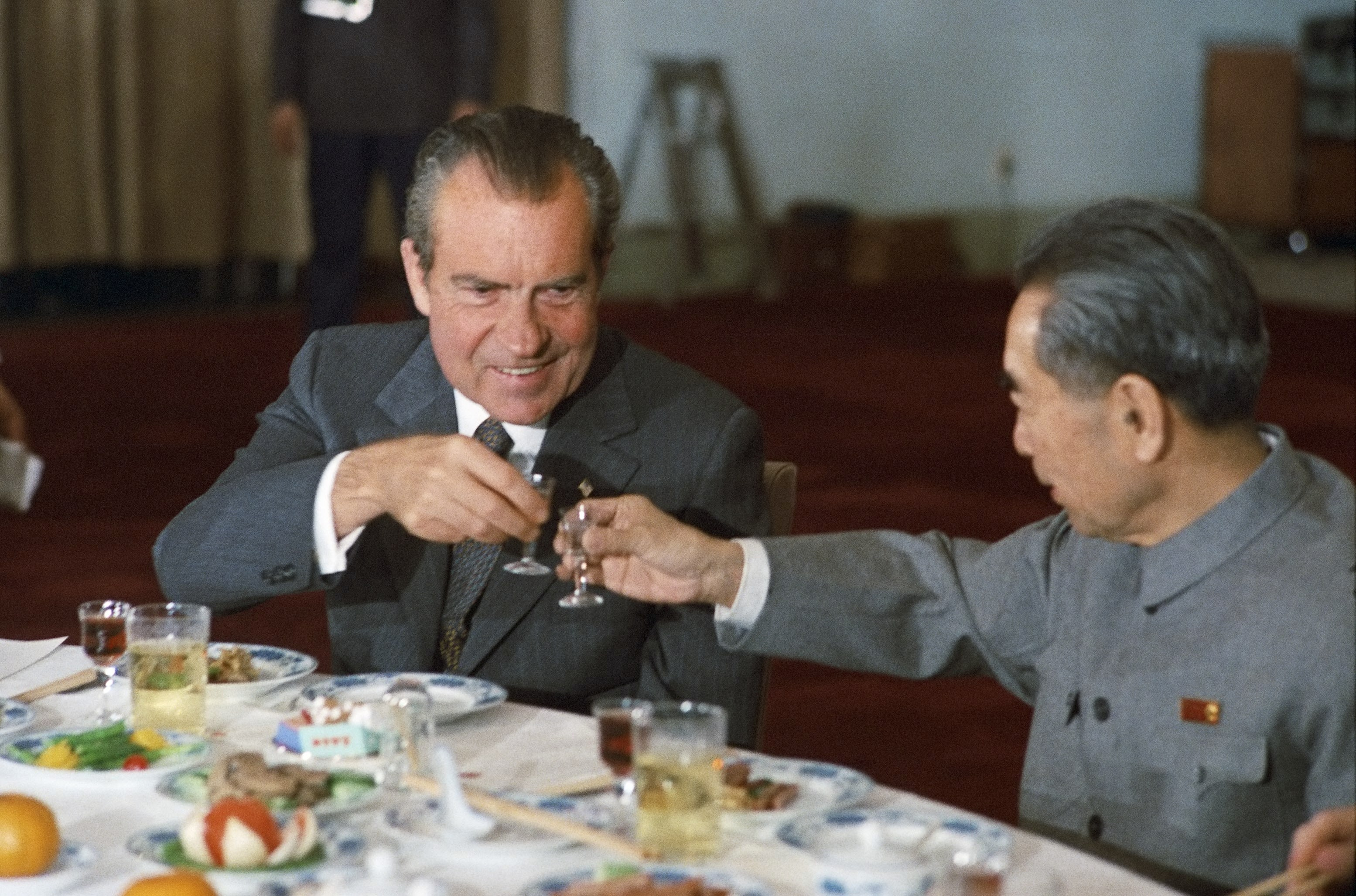
중공을 방문하여 저우언라이와 건배하는 닉슨 (1972년)

1969년 "아시아 각국은 내란이 발생하거나 침략을 받으면 스스로 이를 해결해야 한다"라는 닉슨 독트린을 발표하였다. 1969년 1월 닉슨 행정부가 수립된 후 미소관계는 상호협조 시대로 돌입했다. 선거기간 중 "자신이 당선되면 소련을 방문하겠다"라고 강조한 닉슨 대통령은 취임 연설에서 협상 시대 도래를 희망한 후 곧이어 서독, 영국, 이탈리아 등 서구 우방을 순방했다.(1969년 2월) 이 방문에서 닉슨 대통령은 대소협상에 관한 사전 의견교환을 하고 방소 준비를 착실히 진척시켰다. 외교 정책의 대담한 변화로 1971년 헨리 키신저가 1971년 8월 비밀리에 베이징을 방문해서 저우언라이 총리와 회담했고, 1972년에 그 자신이 미국 대통령으로서 처음으로 중공을 방문하여 마오쩌둥과 미․중 정상회담(2월 21일), 저우언라이와 회담을 가져 훗날 미국과 중국 사이 국교 정상화 길을 열었다. 또한 같은 해 소련을 방문하여 냉전 시대에서 대화 시대로 옮기는 기수가 되었다. 인도차이나 전쟁을 끝맺고자 베트남에서 미군을 철수하였다.

### 워터게이트 사건

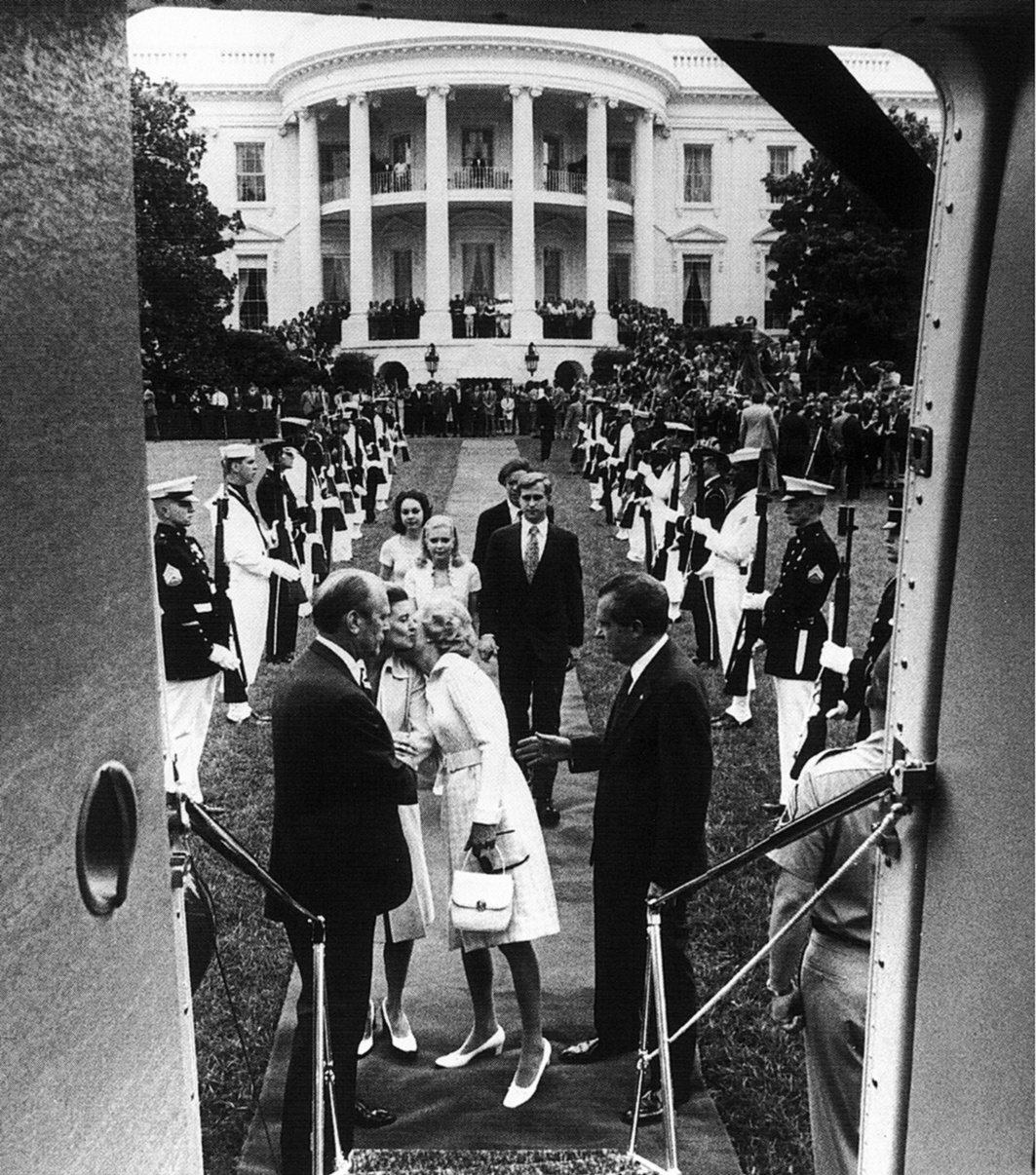
제럴드 포드 대통령 부부가 백악관을 떠나는 닉슨 부부를 작별하는 모습

불법 침입과 도청 사건을 은폐하려는 미국 행정부의 조직적인 움직임이 대중에게 알려진 정치 스캔들인 워터게이트 사건이 일어나고, 그는 이를 사전에 알고 있었음에도 1973년 여름까지 공모사실을 부인했다. 그러나 1973년 6월 23일, 집무실에서 "워터게이트 침입은 국가 안보 문제이니 연방수사국은 이 문제에 끼어들지 못하게 하라!"라고 한 그의 녹음된 말이 공개되었다. 결국 그는 워터게이트 침입 사실을 인정하지 않을 수 없었다. 언론에 공개된 이 녹음은, 이른바 연기뿜는 총(스모킹 건)으로 비유되었다. 그리고 미국 국민들은 국가를 대표하는 정부수반인 대통령이 도청했다는 사실보다, 누구보다 높은 수준의 도덕성이 요구되는 대통령이 자신의 잘못을 모면하기 위해 거짓말을 했다는 사실에 대해 경악하고 분노했다. 그 뒤, 의회는 탄핵을 준비하였다. 탄핵안이 가결확실시되자 대통령직에서 사임했다. 제럴드 포드가 취임한 지 한 달 뒤 그를 특별 사면시키는데, 그 당시 닉슨에 대한 험악했던 당시의 분위기에선 커다란 정치적 모험이었고 결국 대통령직을 승계한 포드는 재선에 실패한다. 워터게이트 사건으로 전 미국이 뒤숭숭할 때 실업자 새뮤얼 비크가 경찰을 죽이고 비행기를 납치해 닉슨을 암살하려 했으나 곧 진압되었고 새무얼 버크 본인은 자살했다.

### 퇴임 이후
사임 후 변호사 자격을 박탈당한 그는 뉴욕과 그 근교의 뉴저지주에서 조용히 생활하였으나, 후임 대통령에게 정치적 조언을 아끼지 않았고, 종종 외국을 방문하기도 했다. 그 후 1994년 4월 18일 뇌졸중이 발작하여 나흘 후인 4월 22일 81세로 사망했다. 그의 유해는 고향 캘리포니아주로 옮겨져서 그곳에 안장되었다.

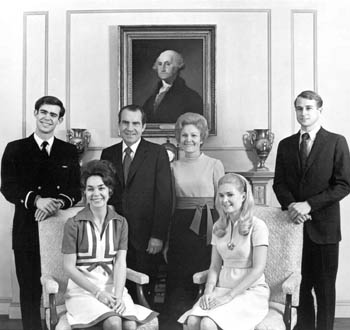
닉슨의 가족. 좌로부터 데이비드 아이젠하워, 줄리 닉슨 아이젠하워, 리처드, 팻, 트리샤 닉슨 콕스, 에드워드 콕스

## 가족 관계
닉슨은 프랜시스 앤서니 닉슨과 해나 밀하우스 닉슨의 다섯 아들 중 둘째로 태어났으며, 형제로 형 해럴드, 동생 프랜시스, 아서, 에드워드가 있다. 1940년에 팻 닉슨과 결혼하여 두 딸 트리샤 닉슨 콕스와 줄리 닉슨 아이젠하워를 두었다. 장녀 트리샤는 변호사인 에드워드 F. 콕스와, 차녀 줄리는 드와이트 D. 아이젠하워의 손자 데이비드 아이젠하워와 결혼하였다.

## 같이 보기
- 닉슨 독트린
- 워터게이트 사건
- 딥 스로트
- 데탕트

## 역대 선거 결과
| 선거명      | 직책명                           | 대수 | 정당   | 득표율   | 득표수 (선거인단)    | 결과 | 당락                       |
| ----------- | -------------------------------- | ---- | ------ | -------- | -------------------- | ---- | -------------------------- |
| 1946년 선거 | 하원의원 (캘리포니아 제12선거구) | 80대 | 공화당 | 56.03%   | 65,586표             | 1위  | 캘리포니아주 하원의원 당선 |
| 1948년 선거 | 하원의원 (캘리포니아 제12선거구) | 81대 | 공화당 | 87.82%   | 141,509표            | 1위  | 캘리포니아주 하원의원 당선 |
| 1950년 선거 | 상원의원 (캘리포니아 제3부)      | 81대 | 공화당 | 단독후보 | 무투표               | 1위  | 캘리포니아주 상원의원 당선 |
| 1950년 선거 | 상원의원 (캘리포니아 제3부)      | 82대 | 공화당 | 59.23%   | 2,183,454표          | 1위  | 캘리포니아주 상원의원 당선 |
| 1952년 선거 | 미국의 부통령                    | 36대 | 공화당 | 55.18%   | 34,075,529표 (442명) | 1위  | 미국의 부통령 당선         |
| 1956년 선거 | 미국의 부통령                    | 36대 | 공화당 | 57.37%   | 35,579,180표 (457명) | 1위  | 미국의 부통령 당선         |
| 1960년 선거 | 미국의 대통령                    | 35대 | 공화당 | 49.55%   | 34,108,157표 (219명) | 2위  | 낙선                       |
| 1962년 선거 | 캘리포니아 주지사                | 32대 | 공화당 | 46.85%   | 2,740,351표          | 2위  | 낙선                       |
| 1968년 선거 | 미국의 대통령                    | 37대 | 공화당 | 43.42%   | 31,783,783표 (301명) | 1위  |                            |
| 1972년 선거 | 미국의 대통령                    | 37대 | 공화당 | 60.69%   | 47,169,911표 (520명) | 1위  |                            |